# Povijest kartografije
Povijest kartografije prikazuje početke i razvoj kartografije (grč. χάρτης chartis, "karta" + γράφειν graphein, "pisati"), znanosti o izradi, upotrebi i održavanju geografskih i srodnih karata. Ona je sastavni dio ljudske povijesti već 8.000 godina. Od spiljskih crteža do antičkih karata Babilona, Grčke i Azije, preko Velikih geografskih otkrića, pa sve do 21. stoljeća ljudi su stvarali i koristili karte kao neophodan pomoćni alat za definiranje, objašnjavanje i navigiranje po čitavom svijetu. Prema nekim znanstvenicima izrada karata predstavljala je značajan korak unaprijed u intelektualnom razvoju ljudskih bića, te služi kao zapis napretka znanja ljudske rase koje se na taj način prenosi s članova jedne generacije na drugu koja nastavlja razvitak kulture. Karte su isprva bile dvodimenzionalni crteži. Iako je većina karata zadržala takav način prikaza, moderna grafika omogućila je projekcije koje nadilaze mogućnosti tradicionalnih karata.

## Najstarije poznate karte
Prve poznate karte nisu bile karte Zemlje, već karte neba. Točke koje potječu iz 16500. pr. Kr. pronađene su na zidovima spilja Lascaux, a pokazuju dijelove noćnog neba, uključujući tri najsjajnije zvijezde Vegu, Deneb i Altair (ljetni trokutni asterizam), te također zviježđe Plejada. Cuevas de El Castillo u Španjolskoj sadrži točkastu kartu konstelacije Corona Borealis koja potječe iz 12000. pr. Kr.  Arhivirana inačica izvorne stranice od 30. siječnja 2007. (Wayback Machine)  Arhivirana inačica izvorne stranice od 28. kolovoza 2008. (Wayback Machine)
Spiljski crteži i urezi u stijenama koristili su jednostavne vizualne elemente koji su mogli pomoći u prepoznavanju krajobraznih obilježja poput brda ili nastamba.
Najstarija postojeća slika koja nalikuje karti izrađena je u kasnom 7. tisućljeću pr. Kr. u Çatalhöyüku, Anatolija, moderna Turska. Ovaj zidni crtež vjerojatno prikazuje plan neolitskog naselja, no nedavna istraživanja dovela su u pitanje identifikaciju crteža kao karte.
Tko god je vizualizirao "mentalnu kartu" u Çatalhöyüku vjerojatno je bio potaknut činjenicom da su kuće u Çatalhöyüku grupirane zajedno, pa se u njih ulazilo kroz ravne krovove. Stoga je bilo normalno stanovnicima gledati svoj grad kao iz ptičje perspektive. Kasnije civilizacije slijedile su istu konvenciju. Danas se gotove sve karte izrađuju kao da gledamo na njih s neba umjesto iz vodoravne ili kose perspektive. Ipak postoje iznimke: jedna od "kvazikarata" Minojske civilizacije na Kreti, zidni crtež u "Admiralovoj kući" iz o. 1600. pr. Kr., pokazuje priobalnu zajednicu u kosoj perspektivi.

## Stari Istok
Karte su u Staroj Babiloniji izrađivane pomoću preciznih geodetskih tehnika.
Primjerice, glinena pločica veličine 7,6 × 6,8 cm pronađena 1930. kod Ga-Sura blizu današnjeg Kirkuka pokazuje kartu riječne doline između dva brda. Klinasti natpisi označavaju obilježja na karti uključujući veličinu zemljišnu česticu opisanu kao 354 ikua (12 hektara) čiji se vlasnik zvao Azala. Većina znanstvenika datira pločicu na 25. do 24. stoljeće pr. Kr. dok Leo Bagrow zastupa vrijeme od 3800. pr. Kr. Brda su prikazana preklapajućim polukrugovima, rijeke linijama, a gradovi krugovima. Karta također pokazuje glavne strane svijeta.
Gravirana karta iz kasitskog perioda (14. – 12. st. pr. Kr.) babilonske povijesti pokazuje zidine i građevine u svetom gradu Nipuru.
Nasuprot ovome, Babilonska karta svijeta, najstarija sačuvana karta svijeta (o. 600. pr. Kr.), simbolički je, a ne doslovni prikaz. Ona ne spominje narode poput Perzijanaca i Egipćana koji su bili poznati Babiloncima. Prikazano područje oslikano je u kružnom obliku okruženo vodom što odgovara religijskoj slici svijeta u koju su Babilonci vjerovali.
Karte su bile poprilično rijetke u starom Egiptu, no one koje su se sačuvale pokazuju naglasak na geometriji i tehnikama izmjere, vjerojatno potaknuto potrebom ponovnog određivanja granica zemljišta nakon godišnjih poplava Nila. Torinska papirusna karta iz o. 1300. pr. Kr. pokazuje planine istočno od Nila gdje su iskapani zlato i srebro, te lokaciju rudarskih skloništa, bušotina i cestovne mreže koja je povezivala regiju s unutrašnjošću. Njezina se originalnost može vidjeti u natpisima na karti, preciznoj orijentaciji i uporabi boja.

## Antička Grčka

### Rana grčka literatura
U pregledavanju rane geografske literature i ranih koncepcija Zemlje svi izvori vode k Homeru kojeg mnogi (Strabon, Kish i Dilke) smatraju ocem geografije. Bez obzira na sumnje u Homerovo postojanje, jedno je sigurno: on nikad nije bio kartograf. Homer nikad nije izradio ograničenu kartu koja prikazuje vjerojatan pogled na homerski svijet. Ova karta je imaginarna rekonstrukcija svijeta kakvog je Homer opisao u svoja dva epa Ilijadi i Odiseji. Vrijedi napomenuti kako oba djela sadrže jak geografski simbolizam. Na djela se može gledati kao na deskriptivne slike života i ratovanja u brončano doba, te ilustrirane planove stvarnih putovanja. Stoga svako djelo razvija filozofski pogled na svijet što čini mogućim prikazivanje informacija iz djela u obliku karte.
Prikaz Zemlje kakav je Homer zamišljao, a rani Grci prihvatili, sastoji se od ravnog diska okruženog tokom Oceana koji je u neprestanom pokretu (Brown, 22), što je ideja koja je vjerojatno nastala zbog izgleda obzora viđenog s vrha planine ili morske obale. Moerovo znanje o Zemlji bilo je vrlo ograničeno. On i njegovi grčki suvremenici znali su vrlo malo o Zemlji iza Egipta sve do Libijske pustinje, jugozapadne obale Male Azije, te sjeverne strane grčke domovine. Štoviše, obala Crnog mora bila je poznata samo kroz mitove i legende koji su kružili u to vrijeme. U njegovim epovima nema spomena Europe i Azije kao geografskih koncepata (Thompson, 21), niti spomena Feničana (Thompson, 40). To izgleda začuđujuće ako se prisjetimo da podrijetlo imena Oceanus, termina kojeg je Homer koristio u svojim epovima, dolazi od Feničana (Thomson, 27). To je razlog zašto velik dio Homerova svijeta oslikanog na karti prikazuje zemlje koje graniče s Egejskim morem. Vrijedi napomenuti da iako su Grci vjerovali da se nalaze u središtu Zemlje, oni su također mislili kako su rubovi svjetskog diska bili nastanjeni divljim, okrutnim barbarima te stranim životinjama i čudovištima. Homerova Odiseja spominje velik broj takvih bića.
Dodatne pisane tvrdnje o antičkoj geografiji mogu se pronaći u Heziodovim pjesmama napisanima vjerojatno tijekom osmog stoljeća pr. Kr. (Kirsh, 1). Kroz stihove Poslova i dana te Teogonije on pokazuje svojim suvremenicima nešto konačnog geografskog znanja. On spominje imena rijeka kao što su Nil i Ister (Dunav), obale Bospora i Euxine (Crno more), obale Galije, otok Siciliju, te nekoliko drugih regija i rijeka (Keane, 6–7). Njegovo napredno geografsko znanje nije samo prethodilo grčkim kolonijalnim ekspanzijama već je također korišteno u najranijim grčkim kartama svijeta koje su izrađivali prvi grčki kartografi poput Anaksimandra i Hekateja Milećanina.

### Rane grčke karte
U klasičnoj antici karte su izraživali Anaksimandar, Hekatej Milećanin, Herodot, Eratosten i Ptolomej koristeći se promatranjima istraživača i matematičkim pristupom.
Prvi koraci u razvoju intelektualne misli u antičkoj Grčkoj pripali su Jonjanima iz poznatog grada Mileta u Maloj Aziji. Milet je bio pogodno smješten kako bi apsorbirao aspekte babilonskog znanja te profitirao od rastuće trgovine na Mediteranu. Najstariji antički Grk za kojeg se smatra da je izradio kartu svijeta bio je Anaksimandar iz Mileta (o. 611. – 546. pr. Kr.), Talesov učenik. On je vjerovao da je Zemlja cilindričnog oblika poput kamenog stupa, te zaustavljena u prostoru. Nastanjeni dio njegova svijeta bio je kružnog, diskoidnog oblika, te vjerojatno smješten na gornjoj površini cilindra (Brown, 24).
Anaksimandar je bio prvi starogrčki kartograf koji je izradio kartu poznatog svijeta. Zbog toga ga mnogi smatraju prvim kartografom (Dilke, 23). Oskudica arheoloških i pisanih dokaza sprječava bilo kakvo procjenjivanje njegove karte. Ono što se može pretpostaviti jest to da je Anaksimandar oslikao kopno i more u obliku karte. Nažalost, bilo kakvo konačno geografsko znanje koje je on uvrstio u svoju kartu je izgubljeno. Iako karta nije sačuvana, Hekatej iz Mileta (550. – 475. pr. Kr.) izradio je 50 godina poslije drugu kartu za koju je tvrdio kako je poboljšana verzija karte njegova slavnog prethodnika.
Hekatejeva karta opisuje Zemlju kao kružnu ploču koju okružuje Ocean, dok se Grčka nalazi u centru svijeta. To je bio vrlo popularan suvremeni grčki pogled, izvorno proistekao iz Homerovih epova. Njegova karta, poput mnogih drugih starih karata iz antike, nema mjerilo. Karta je kao jedinice mjerenja koristila "dane plovidbe" na moru i "dane marširanja" na suhoj zemlji (Goode, 2). Svrha ove karte bila je dopuna Hekatejeva geografskog djela nazvanog Periodos Ges ili Putovanje oko svijeta (Dilke, 24). Periodos Ges bio je podijeljen u dvije knjige, "Europu" i "Aziju", a potonja je uključivala Libiju, ime koje je bilo antički izraz za Afriku.
Djelo slijedi pretpostavku autora da je svijet podijeljen na dva kontinenta, Aziju i Europu. On oslikava liniju između Heraklovih stupova preko Bospora sve do rijeke Don kao granicu između ova dva entiteta. Hekatej je bio prvi pisac koji je smatrao da Kaspijsko jezero otječe u cirkumferentni ocean – ova ideja trajala je dugo u helenski period. Hekatej je bio posebice informativan o Crnom moru spominjajući mnogo geografskih mjesta koja su već bila poznata Grcima kroz kolonizacijski proces. Sjeverno od Dunava bile su, prema Hekateju, Ripejske (olujne) planine iza kojih su živjeli Hiperborejci – ljudi s krajnjeg sjevera. Hekatej je oslikao izvor rijeke Nila na južnom cirkumferentnom oceanu. Hekatej je na Nil gledao kao da dolazi iz južnog cirkumferentnog oceana. Ova pretpostavka pomogla je Hekateju riješiti misterij godišnjeg poplavljivanja Nila. On je vjerovao kako su oceanski valovi primarni uzrok ove pojave (Tozer, 63). Vrijedi napomenuti da je slična karta, zasnovana prema jednoj Hekatejevoj karti, izrađena radi pomoći u donošenju političkih odluka. Prema Herodotu, karta je bila ugravirana na brončanu ploču, a u Spartu ju je odnio Aristagora tijekom pobune jonskih gradova protiv perzijske vlasti između 499. i 494. pr. Kr.
Anaksimen iz Mileta (6. stoljeće pr. Kr.), Anaksimandarov učenik, odbacio je poglede svoga učitelja koji su se odnosili na oblik Zemlje, te je umjesto toga vizualizirao Zemlju u pravokutnom obliku kojeg je podupirao komprimirani zrak. Ono što je ovdje zanimljivo jest njegova netočna ideja o obliku svijeta koja se nekako očuvala u načinu prikazivanja današnjih suvremenih karata. Većina trenutačnih karata ograničena je na pravokutni oblik (tj. na granice karte (njezin okvir), računalni zaslon, ili stranicu dokumenta).
Pitagora sa Samosa (o. 560. – 480. pr. Kr.) spekulirao je o ideji sferične Zemlje s centralnim plamenom u njezinoj jezgri. On je također zaslužan za uvođenje modela koji dijeli sferičnu Zemlju u pet zona. Jedna topla, dvije umjerene, te dvije hladne – kako na sjeveru tako i na jugu. Vrlo je vjerojatno kako je svoju podjelu ilustrirao u obliku karte, no do danas se nije sačuvao nikakav dokaz njegove karte.
Skilaks, moreplovac, izradio je zapis svojih mediteranskih putovanja o. 515. pr. Kr. To je bila prva grčka zbirka periploija ili plovidbenih instrukcija koja je postala osnova za mnoge buduće kartografe, posebice u srednjovjekovnom periodu.
Način na koji je geografsko znanje Grka napredovalo od prethodnih pretpostavki Zemljina oblika zbilo se kroz Herodotov konceptualni pogled na svijet. Ova se karta nije sačuvala, a mnogi spekuliraju kako nikada nije ni bila izrađena. Ispod je prikazana moguća rekonstrukcija njegove karte.
Herodot je mnogo putovao, prikupljajući informacije i dokumentirajući svoje pronalaske u vlastitim knjigama o Europi, Aziji i Libiji. Svoje znanje također je kombinirao s onim što je saznao od ljudi koje je susreo. Herodot je napisao Povijest sredinom 400-ih pr. Kr. Iako je njegovo djelo bilo posvećeno priči o dugoj borbi Grka protiv Perzijskog Carstva, Herodot je također u nju uvrstio sve što je znao o geografiji, povijesti i narodima svijeta. Stoga njegovo djelo pruža detaljnu sliku poznatog svijeta iz 5. stoljeća pr. Kr.
Herodot je odbacio prevladavajući prikaz na većini karata iz 5. stoljeća na kojima je Zemlja bila kružna ploča obrubljena Oceanom. U svojem djelu Zemlju je opisao kao da ima nepravilan oblik, a oceani su okruživali Aziju i Afriku. Uveo je imena poput Atlantskog mora i Eritrejskog mora. Svijet je također podijelio na tri kontinenta: Europu, Aziju i Afriku. Granicu Europe oslikao je kao liniju od Heraklovih stupova preko Bospora do područja između Kaspijskog jezera i rijeke Ind. Nil je označio granicom između Azije i Afrike. Spekulirao je kako je prostor Europe mnogo veći od onoga koji se pretpostavljao u to vrijeme, pa je oblik Europe ostavio nedovršenim kako bi ga buduća istraživanja odredila.
U slučaju Afrike vjerovao je kako je, osim malog pojasa kopna u blizini Sueza, kontinent zapravo okružen vodom. Ipak, definitivno je odbacio tvrdnje svojih prethodnika i suvremenika o njezinu pretpostavljenom kružnom obliku. Svoju je teoriju temeljio na priči faraona Neha II., egipatskog vladara između 609. i 594. pr. Kr., koji je poslao Feničane na oplovljavanje Afrike. Očigledno im je za to trebalo tri godine, no zasigurno su potvrdili njegovu ideju. Pretpostavljao je kako rijeka Nil ima svoj početak na krajnjem zapadu kao rijeka Ister u Europi, pa je presjekao Afriku kroz sredinu. Herodot je bio prvi pisac koji je pretpostavljao da je Kaspijsko jezero odvojeno od drugih mora, a sjevernu Skitiju smatrao je jednom od najhladnijih nastanjenih zemalja na svijetu. 
Herodot je napravio slične pogreške kao njegovi prethodnici. Prihvatio je jasnu razliku između civiliziranih Grka u centru Zemlje i barbara na krajevima svijeta.

### Sferična Zemlja i meridijani
Iako su mnogi prethodni grčki filozofi pretpostavili kako je Zemlja sferična, tek je Aristotel (384. – 322. pr. Kr.) dokazao Zemljin sfericitet. Ovi argumenti mogu se sažeti u sljedećim činjenicama:
- Pomrčina Mjeseca uvijek je kružnog oblika.
- Brodovi izgledaju kao da tonu kako se udaljavaju od pogleda i prolaze obzor.
- Neke se zvijezde mogu vidjeti samo iz određenih dijelova Zemlje.

Presudni doprinos kartiranju realnosti svijeta nastao je znanstvenom procjenom Zemljina opsega. Ovaj događaj opisan je kao prvi znanstveni pokušaj davanja matematičke osnove geografskim istraživanjima. Čovjek zaslužen za to postignuće bio je Eratosten (275. – 195. pr. Kr.). povjesničar znanosti George Sarton zapisao je kako je "među njima [Eratostenovim suvremenicima] postojao genijalan čovjek no kako je on radio na novom području oni su bili preglupi da ga priznaju" (Noble, 27). Eratostenov opus, uključujući djela O izmjeri Zemlje i Geographica, sačuvao se jedino u zapisima kasnijih filozofa poput Kleomeda i Strabona. Eratosten je bio predan geograf koji je pokrenuo reformu i usavršavanje karte svijeta. Eratosten je tvrdio kako pouzdano kartiranje, makar u samo dvije dimenzije, ovisi o uspostavi pouzdanih linearnih mjerenja. Bio je u stanju izračunati opseg Zemlje s pouzdanošću od 0,5 posto tako što je izračunao visinu sjene na različitim dijelovima Zemlje u određeno vrijeme. Prvo mjesto bila je Aleksandrija, a drugo mnogo dalje niz Nil. Znao je udaljenost između ova dva mjesta te visine sjena. Prema tome je odredio kutnu razliku između dviju točki, te je izračunao koliko bi velik krug morao biti dodajući preostale stupnjeve do 360. Njegovo veliko postignuće na polju kartografije bila je uporaba nove tehnike kartiranja pomoću meridijana, imaginarnih linija koje su išle od sjevera prema jugu, te paralela, imaginarnih linija koje su išle od zapada prema istoku. Ove osne linije postavljene su na kartu Zemlje s početnom točkom u gradu Rodosu, te su dijelile svijet u sektore. Zatim je Eratosten koristio te Zemljine odlomke kako bi referencirao mjesta na karti. Erratosten je također bio prva osoba koja je ispravno podijelila Zemlju u pet klimatskih regija: žarki pojas u sredini, dva hladna pojasa na krajnjem sjeveru i jugu, te dva umjerena pojasa između njih. Prva je osoba koja je koristila riječ "geografija".
Klaudije Ptolomej (90. – 168. po. Kr.) smatrao je da se Zemlja može vrlo pouzdano kartirati uz pomoć astronomije i matematike. Ptolomej je revolucionizirao prikaz sferične Zemlje na karti koristeći perspektivnu projekciju, te je predložio precizne metode za fiksiranje pozicije geografskih obilježja na Zemljinoj površini uporabom koordinatnog sustava s paralelama za geografsku širinu i meridijanima za geografsku dužinu.
Ptolomejev osmosveščani atlas Geographia je prototip modernog kartiranja i GIS-a. Atlas uključuje indeks toponima, a uz svako mjesto se navodi njegova geografska širina i duljina kako bi se olakšalo traženje. Mjerilo, konvencionali znakovi s legendom, praksa orijentiranja karte tako da je sjever na vrhu, a istok na desnoj strani karte i danas predstavljaju univerzalni običaj u izradi karata.
No bez obzira na sve svoje važne inovacije Ptolomej nije bio nepogrešiv. Njegova najvažnija greška bio je kriv izračun Zemljina opsega. Vjerovao je kako Euroazija pokriva 180° globusa što je uvjerilo Kristofora Kolumba da preplovi Atlantik u potrazi za jednostavnim i bržim načinom za putovanje u Indiju. Da je Kolumbo znao da je pravi oblik mnogo veći, vjerojatno nikad ne bi isplovio i krenuo na svoje važno putovanje.

## Rimsko Carstvo

### Rimska cestovna karta iz 5. stoljeća
Godine 2007. Tabula Peutingeriana, replika karte iz 5. stoljeća izrađena u 12. stoljeću, postavljena je na Registar sjećanja svijeta UNESCO-a te prikazana javnosti po prvi put. Iako je dobro očuvana i, kako se vjeruje, pouzdana kopija autentičnog originala, ona se kao svitkasti medij mora pažljivo štititi cijelo vrijeme od izlaganja dnevnom svijetlu.

## Kina

### Najranije postojeće karte iz države Qin
Najranije poznate karte koje su se sačuvale u Kini datiraju iz 4. stoljeća pr. Kr. Godine 1986. pronađeno je sedam starokineskih karata u arheološkom iskapanju grobnice iz države Qin u Fangmatianu, Dangchuan Xian, u blizini grada Tianshuija, provincija Gansu. Prije tog pronalaska najranije postojeće karte za koje se znalo bile su otkrivene u iskapanjima iz 1973. u Mawangduiju kada su pronađene tri karte na svili datirane na 2. stoljeće pr. Kr. tijekom rane dinastije Han. Karte iz 4. stoljeća pr. Kr. iz države Qin izrađene su crnom tintom na drvenim blokovima. Ovi su blokovi nasreću opstali u natopljenim uvjetima zbog podzemnih voda koje su curile u grobnicu, no zbog svoje kvalitete drvo se uspjelo sačuvati do danas. Nakon dvije godine primjene tehnika sporog isušivanja, karte su u potpunosti restaurirane.
Teritoriji prikazani na sedam karata iz države Qin međusobno se preklapaju. Karte prikazuju sustav riječnih pritoka rijeke Jialing u provinciji Sichuan na površini ukupne veličine 107 sa 68 km. Karte sadrže pravokutne simbole unutar kojih se nalaze karakterni nazivi lokacija administrativnih okruga. Rijeke i ceste prikazane su sličnim linijskim simbolima što čini interpretaciju karte teškom, iako su neke oznake rijeka postavljene niz riječni tok što pomađe današnjim kartografima. Ove karte također sadrže lokacije na kojima se mogu prikupljati različiti tipovi drva, dok dvije karte pokazuju udaljenosti u miljama do lokacija drva. Stoga su ove karte vjerojatno najstarije ekonomske karte na svijetu, prethodeći čak Strabonovim ekonomskim kartama.

### Rani geografski zapisi
Najraniji poznati kineski geografski zapisi potječu iz 5. stoljeća pr. Kr. tijekom početka perioda Zaraćenih država (481. – 221. pr. Kr.). Prvi takav zapis bio je odlomak 'Yu Gong' ('Posveta Yuu') u knjizi Shu Jing (Povijesna klasika). Knjiga opisuje tradicionalnih devet provincija, njihove vrste tla, karakteristične proizvode i ekonomska dobra, njihovu trgovinu i zanimanja, državne prihode i agrikulturne sustave, te razne rijeke i jezera. Devet provincija u razdoblju ovog geografskog djela bile su malene veličine u odnosu na površinu koju danas zauzima Kina. Zapravo se opis u djelu odnosio na područja Žute rijeke, nižih dolina Jangcea sa zaravnima između njih i poluotoka Shandong, te na zapadne i najsjevernije dijelove rijeka Wei i Han (zajedno s južnim dijelovima moderne provincije Shanxi).

### Najranija poznata referencija karte ili 'tu'
Najstarija referencija karte u Kini potječe iz 3. stoljeća pr. Kr. To se odnosi na događaj iz 227. pr. Kr. kada je krunski princ Dan iz dinastije Yan poslao svog ubojicu Jing Kea na dvor vladara Države Qin, koji će kasnije postati Qin Shi Huang (o. 221. – 210. pr. Kr.). Jing Ke se predstavio vladaru Qina s kartom okruga naslikanom na svilenom svitku te zamotanom i spremljenom u kutiju u koju je sakrio svoj bodež. Davanje karte naznačenog teritorija bio je prvi diplomatski čin podlijeganja tog okruga vladavini Qina. Umjesto toga pokušao je ubiti Qina, no atentatorska urota nije uspjela. Od tada na dalje karte se često spominju u kineskim izvorima.

### Dinastija Han i period podjele
Tri karte iz dinastije Han pronađene u Mawangduiju razlikuju se od ranijih karata iz države Qin. Dok karte iz Qina smještaju glavni smjer sjevera na vrh karte, karte iz Hana orijentiraju jug na vrh. Karte iz Hana su mnogo kompleksnije, jer pokrivaju mnogo veće područje, sadrže velik broj dobro dizajniranih kartografskih simbola, te uključuju dodatne informacije o lokalnih vojnim položajima i lokalnom stanovništvu. Karte iz Hana također bilježe izmjerene udaljenosti između određenih mjesta, no formalno stupnjevito mjerilo i pravokutni mrežni sustav za karte nisu korišteni—ili barem opisani u potpunosti—sve do 3. Stoljeća (vidi Pei Xiu ispod). Među trima kartama pronađenim u Mawangduiju bila je malena karta s prikazom grobnog područja na kojem je pronađena, veća topografska karta pokazuje granice Hana duž podređenog Kraljevstva Changsha i Kraljevstva Nanyue (sjeverni Vijetnam i dijelovi modernog Guangdonga i Guangxija), te karta koja pokazuje položaje hanskih vojnih garizona uključenih u napad protiv Nanyue 181. pr. Kr.
Prvi tekst koji spominje karte bili su Obredi Zhoua. Iako se pripisuje eri dinastije Zhou, prvi zapis potječe iz knjižnice princa Liua Dea (o. 130. pr. Kr.), a sastavio ga je i komentirao Liu Xin u 1. stoljeću po. Kr. Zapis ističe uporabu karata izrađenih za upravne provincije i distrikte, principate, granice, a također pokazuju lokacije ruda i minerala za rudarska postrojenja. Car Wu iz dinastije Han je nakon investiture svoja tri sina u feudalne prinčeve 117. pr. Kr. stekao karte čitavog carstva.
Od 1. stoljeća nove ere nadalje, službeni kineski povijesni tekstovi sadržavali su geografski odlomak (Diliji) koji je često bio ogromna zbirka sadržavajući promjene toponima i lokalnih administrativnih podjela pod kontrolom vladajuće dinastije, opise planinskih lanaca, riječnih sustava, oporezivih proizvoda itd. Od 5. stoljeća prije nove ere i vremena Shua Jinga pa nadalje, kineski geografski zapisi su pružali sve više konkretne informacije i sve manje legendarnih elemenata. Ovaj se primjer može vidjeti u 4. poglavlju djela Huainanzi (Knjiga majstora iz Huainana), sastavljena pod uredništvom princa Liua Ana 139. pr. Kr. tijekom dinastije Han (202. pr. Kr. – 202. po. Kr.). Poglavlje je davalo opći opis topografije na sistematski način, a za vizualnu pomoć poslužile su karte (di tu) zahvaljujući naporima Liua Ana i njegova suradnika Zua Wua. U djelu Hua Yang Guo Chi (Historijska geografija Szechuana) Changa Chua iz 347. po. Kr. nisu opisane samo rijeke, trgovački putovi i razna plemena, već se u njemu nalazi i 'Ba Jun Tu Jing' ('Karta Szechuana') koja je izrađena mnogo ranije, odnosno 150. po. Kr.
Lokalna izrada karata poput gore spomenute karte Szechuana postala je raširena tradicija kineskih geografskih djela do 6. stoljeća što se navodi u bibliografija Suija Shua. Tijekom tog vremena južnih i sjevernih dinastija kartografi iz dinastije Liang (502. – 557.) počeli su urezivati karte u kamene stele (uz karte koje su otprije bile crtane i oslikavane na papiru i svili).

### Pei Xiu, 'kineski Ptolomej'
Car Wu, prvi car iz dinastije Jin imenovao je 267. godine Peija Xiua (224. – 271.) ministrom rada. Pei je najpoznatiji po svom radu u kartografiji. Iako je izrada karata i uporaba mreže postojala u Kini prije njega, on je bio prvi koji je spomenuo geometrijsku mrežu te prikazao stupnjevito mjerilo na površini karata radi dobivanja veće točnosti u procjenjivanju udaljenosti između različitih lokacija. Pei je istaknuo šest principa koji se trebaju uzeti u obzir pri izradi karata, a dva principa uključivala su pravokutnu mrežu i stupnjevito mjerilo za mjerenje udaljenosti. Povjesničari ga uspoređuju s Ptolomejom zbog njegovih doprinosa kartografiji. Howard Nelson ipak tvrdi kako, unatoč tome što su ranija kartografska djela izumitelja i službenika Zhanga Henga (78. – 139.) bila ponešto neodređena i nedovršena, postoji obilan pisani dokaz da je Pei Xiu preuzeo uporabu pravokutne mreže od Zhanga Henga. Robert Temple također procjenjuje kako je Zhang stvorio matematičku referentnu mrežu za karte prije Peija Xiua.
Kasnije kineske ideje o kvaliteti karata izrađenih tijekom dinastije Han i prije izdanaka nastalih prema procjenama Peija Xiua nisu bile pozitivne. Pei Xiu je zabilježio kako su postojeće karte iz dinastije Han, koje su mu bile na raspologanju, bile od male koristi jer su sadržavale mnoge netočnosti i pretjerivanja u mjerenoj udaljenosti između lokacija. No, karte iz države Qin i karte iz Mawangduija iz ere Hana bile su mnogo kvalitetnije od onih koje je istraživao Pei Xiu. Sve do 20. stoljeća nisu oborene tvrdnje i pruženi dokazi protiv Peiove procjene iz 3. stoljeća kojom su ranije karte označene kao slabo kvalitetne. Karte iz dinastija Qin i Han imale su određeni stupanj točnosti u mjerilu i određivanju lokacije, no najveći napredak u radu Peija Xiua i njegovih suvremenika bilo je ispisivanje topografske elevacije na kartama.

### Dinastije Sui i Tang
Godine 605. tijekom dinastije Sui (581. – 618.) trgovački povjerenik Pei Ju (547. – 627.) izradio je slavnu kartu s geometrijskom mrežom. Godine 610. car Yang iz dinastije Sui naredio je vladinim službenicima diljem carstva da dokumentiraju u geografskim leksikonima običaje, proizvode, te geografska obilježja svojih lokalnih područja i provincija, pružajući deskriptivne zapise i crtajući ih na zasebne karte koje su se zatim slale carskom tajništvu u glavni grad.
Dinastija Tang (618. – 907.) također je imala pristojan broj kartografa, uključujući radove Xua Jingzonga iz 658., Wanga Mingyuana iz 661., te Wanga Zhongsija iz 747. godine. Nedvojbeno najveći geograf i kartograf iz perioda Tanga bio je Jia Dan (730. – 805.), kojem je car Dezong iz dinastije Tang povjerio 785. godine dovršavanje karte Kine zajedno s njezinim nedavnim bivšim unutrašnjim kolonijama u centralnoj Aziji što je rezultiralo ogromnim i detaljnim djelom dovršenim 801. godine i nazvanim Hai Nei Hua Yi Tu (Karta kineskih i barbarskih naroda između (četiriju) mora). Karta čije su dimenzije bile 9 m dužine s 10 m širine bila je iscrtana u mrežastom mjerilu tako da je 25 mm bilo jednako 100 li (jedinica) (kineski ekvivalent milje/kilometra). Jia Dan je također poznat po detaljnom opisu regije oko Perzijskog zaljeva zajedno s brojnim svjetionicima koje su na prolazu u Perzijski zaljev podigli srednjovjekovni Iranci iz perioda Abasida (pogledaj članak o dinastiji Tang za više informacija). 

### Dinastija Song
Tijekom dinastije Song (960. – 1279.) car Taizu je naredio 971. godine Luu Duosunu da osuvremeni i 'ponovo napiše cijeli Tu Jing na svijetu', što je izgledalo zastrašujuće za jednu osobu koja je poslana diljem provincija da prikupi tekstove i što je više podataka moguće. Uz pomoć Songa Zhuna masivno djelo je dovršeno 1010. godine, te je sadržavalo 1566 poglavlja. Kasniji povijesni tekst Song Shi spominje (u Wade-Gilesovom pravopisu):
| “ | Yuan Hsieh (umro 1220.) bio je glavni upravitelj državnih spremišta žita. U potrazi za njegovim shemama za rješavanje gladi on je naredio ka svaki pao (selo) mora izraditi kartu koja će prikazivati polja i planine, rijeke i ceste u najvećem detalju. Karte svih paa prikupljene su kako bi se izradila karta tua (tu - veći okrug), a one su pak prikupljene radi izrade karte hsianga i hsiena (još većih okruga). Ako je nastao nekakav problem oko prikupljanja poreza ili raspodjele žita, ili ako se pojavilo pitanje potjere za pljačkašima i razbojnicima, provincijski službenici mogli su brzo izvršiti svoje dužnosti uz pomoć karata. | ” |

Poput ranih karata na kamenim stelama iz dinastije Lian (spomenute gore), postojale su velike i zamršeno urezane karte na kamenim stelama iz perioda Song. Primjerice, četvrtasta karta na kamenoj steli veličine 0,91 m koju je izradio nepoznati umjetnik 1137. godine slijedi mjerilo mreže od 100 li četvornih za svaki kvadrat mreže. Zapanjujuće je kod ove karte to što posjeduje nevjerojatne precizne detalje obalne crte i riječnih sustava u Kini (referencija na Needhamob svezak 3, Ploča LXXXI za sliku). Karta pokazuje 500 naselja i mnoštvo rijeka u Kini, te se prostire sve do Koreje i Indije. Nasuprot njoj kopija mnogo starije karte koristi mrežne koordinate u mjerilu 1:1.500.000 te prikazuje obalu Kine s velikom točnošću.
Slavni znanstvenik, polihistor i državnik Shen Kuo (1031. – 1095.) bio je također geograf i kartograf. Njegov veliki atlas je uključivao tri karte Kine i stranih regija koje su iscrtane u uniformnom mjerilu 1:900.000. Shen je također na carskom dvoru izradio trodimenzionalnu reljefnu kartu koristeći pijesak, drvo, pčelinji vosak i pšeničnu pastu radi prikaza topografije i specifičnih lokacija granične regije. Shenov suvremenik Su Song (1020. – 1101.) bio je kartograf koji je izradio detaljne karte radi rješavanja teritorijalnog graničnog spora između dinastija Song i Liao.

### Dinastije Yuan, Ming i Qing
Karta Da Ming hunyi tu iz oko 1390. godine primjer je višebojne karte. Vodoravno mjerilo je 1:820.000, a okomito mjerilo 1:1,060.000.
Luo Hongxian objavio je 1579. godine atlas Guang Yutu s više od 40 karata koje su imale mrežni sustav i sistematski način prikaza većih obilježja poput planina, rijeka, cesta i granica. Guang Yutu inkorporira otkrića pomorskog istraživača Zhenga Hea koji je u 15. stoljeću plovio duž obala Kine, jugoistočne Azije, Indije i Afrike.
Iz 16. i 17. stoljeća sačuvano je nekoliko primjera karata fokusiranih na kulturne informacije. Mrežne linije nisu se koristile niti na Gujin xingsheng zhi tu (1555.) Yua Shija niti na Tushu bian (1613.) Zhanga Huanga. Umjesto toga ilustracije i bilješke pokazuju mitska mjesta, egzotične strane narode, administrativne podjele i djela povijesnih i legendarnih heroja. U 17. stoljeću je također nastalo izdanje karte vjerojatno iz dinastije Tang koja jasno prikazuje topografske konturne linije. Iako su topografska obilježja činila dijelove karata u Kini tijekom mnogih stoljeća, Ye Chunji (1532. – 1595.), službenik iz okruga Fujian, bio je prvi koji je bazirao karte okruga koristeći na licu mjesta topografsku izmjeru i opservacije.
Korejski Kangnido zasnovan na dvije kineske karte prikazuje Stari svijet.

## Indija
Rani oblici kartografije u Indiji uključivali su legendarne slike; karte lokacija opisanih u indijskoj epskoj poeziji, primjerice u Ramajani. Ova djela sadržavala su opise legendarnih mjesta, a često su opisivala narav mitoloških stanovnika pojedinih lokacija.
Indijci su izrađivali karte povezane s njihovim svetim zapisima Purane i s astronomijom. Indijska kartografska tradicija također pokriva lokacije Sjevernjače i ostalih korisnih konstelacija. Ove karte vjerojatno su bile u uporabi do početka naše ere u svrhu navigacije.
Detaljne karte poprilične veličine opisuju lokacije naselja, morskih obala, rijeka i planina. Učenjak Bhavabhuti iz 8. stoljeća koncipirao je slike koje su prikazivale geografske regije.
Europski učenjak Francesco I. reproducirao je brojne staroindijske karte u svojem veličanstvenom djelu La Cartografia Antica dell India. Osim tih karata dvije su reproducirane upotrebom manuskripta iz Lokaprakase, a izvorno ih je sastavio polihistor Ksemendra (Kašmir, 11. stoljeće). Drugi manuskript kojeg je Francesco I. koristio kao izvor naslovljen je Samgrahani. Rani svesci Encyclopedije Britannice također su opisivali kartografske karte koje su izradili Dravidi u Indiji.
Karte iz Ain-e-Akbarija jesu mogulski dokument koji detaljno prikazuje indijsku povijest i tradicije, a sadrži referencije na lokacije naznačene u ranijim indijskim kartografskim tradicijama. Druga karta koja opisuje kraljevstvo Nepal dužine 1,2 m i širine 0,75 m prikazana je Warrenu Hastingsu. Na toj su karti planine uzvišene iznad površine, a nekoliko geografskih elemenata su naznačeni u različitim bojama.

## Arapska kartografija
U srednjem vijeku muslimanski učenjaci nastavili su i unaprijedili tradiciju izrade karata ranijih kultura. Većina je koristila Ptolomejeve metode, no preuzeli su i znanje o onome što su istraživači i trgovci naučili na svojim putovanjima diljem muslimanskog svijeta od Španjolske do Indije i do Afrike, pa čak i izvan ovog područja u trgovinskim odnosima s Kinom i Rusijom.
Važan utjecaj na razvoj kartografije imalo je pokroviteljstvo abasidskog kalifa al-Ma'muna koji je vladao od 813. do 833. godine. On je nekolicini geografa naložio da ponovo izmjere udaljenost na Zemlji koja odgovara jednom stupnju nebeskog meridijana. Stoga je njegovo pokroviteljstvo rezultiralo u usklađivanju definicije milje koju su koristili Arapi (arap. mīl) u usporedbi sa stadijem koji su koristili Grci. Ovi napori omogućili su muslimanima izračun opsega Zemlje. Al-Mamun je također zapovijedio izradu velike karte svijeta koja se nije sačuvala, iako je poznato kako je kartografska projekcija karte bila zasnovana prije na onoj Marina iz Tira nego Ptolomejevoj. Prvi terestrički globus Starog svijeta također je izrađen u muslimanskom svijetu tijekom srednjeg vijeka, a za njegovu izradu zaslužni su muslimanski astronomi i geografi koji su radili kod kalifa al-Ma'muna u 9. stoljeću. Njegov najpoznatiji geograf bio je Muhammad ibn Mūsā al-Khwārizmī (vidi dolje Knjiga o izgledu Zemlje).
U 9. stoljeću perzijski matematičar i geograf Habash al-Hasib al-Marwazi uporabio je sfernu trigonometriju i kartografske projekcijske metode kako bi pretvorio polarne koordinate u drugačiji koordinatni sustav centriran na specifičnu točku na sferi, u ovom slučaju Qiblu, smjer prema Meki. Abū Rayhān Bīrūnī (973. – 1048.) kasnije je razvio ideje koje su smatrane pretečom polarnog koordinatnog sustava. Oko 1025. godine bio je prvi koji je opisao polarnu ekviazimutnu ekvidistantnu projekciju nebeske sfere.
U ranom desetom stoljeću Abū Zayd al-Balkhī, izvorno iz Balkha, osnovao je "balčku školu" terestričke kartografije u Bagdadu. Geografi iz ove škole također su opsežno pisali o narodima, proizvodima i običajima područja u muslimanskom svijetu s malim interesom za nemuslimanske predjele. "Balčka škola" u kojoj su bili geografi poput Estakhrija, al-Muqaddasija i Ibn Hawqala stvorila je atlase svijeta od kojih je svaki sadržavao kartu svijeta i dvadeset regionalnih karata.
Suhrāb, muslimanski geograf iz kasnog desetog stoljeća, priložio je knjizi geografskih koordinata instrukcije za izradu pravokutne karte svijeta u ekvirektangularnoj ili cilindričnoj ekvidistantnoj projekciji. Najstarija sačuvana karta s pravokutnim koordinatama datirana je na 13. stoljeće te se pripisuje Hamdallahu al-Mustaqfi al-Qazwiniju koji ju je bazirao na Suhrābovu djelu. Ortogonalne paralelne linije bile su odvojene jednostupanjskim intervalima, a karta je bila ograničena na jugozapadnu i centralnu Aziju. Najstarija sačuvana karta svijeta bazirana na pravokutnoj koordinatnoj mreži pripisana je al-Mustawfi iz 14. ili 15. stoljeća (koji je koristio intervale od deset stupnjeva za linije), te Hafiz-i-Abruu (umro 1430.).
Ibn Battuta (1304. – 1368?) napisao je "Rihlah" (Putovanja) koje se temelji na tri desetljeća putovanja, pokrivajući više od 120.000 km kroz sjevernu Afriku, južnu Europu i velik dio Azije.

### Regionalna kartografija
Islamska regionalna kartografija obično je kategorizirana u tri grupe: onu koju je proizvela "balčka škola", vrstu koju je osmislio Muhammad al-Idrisi, te vrstu koja se jedinstveno može pronaći u Knjizi kurioziteta.
Karte iz balčke škole bile su definriane političkim, a ne longitudinalnim granicama, te su prikazivale samo muslimanski svijet. Na tim su kartama udaljenosti (gradova ili rijeka) između različitih "stopa" bile izjednačene. Jedini oblici korišteni u dizajnu bile su okomice, vodoravne crte, pravi kutovi, te kružni lukovi; nepotrebni geografski detalji bili su uklonjeni. Ovaj je pristup bio sličan onome korištenom za karte podzemne željeznice od kojih je najznačajnija "London Underground Tube Map" Harryja Becka iz 1931. godine.
Al-Idrīsī je definirao različito svoje karte. Smatrao je kako poznati svijet zauzima površinu od 160° geografske dužine, pa je podijelio regiju na deset dijelova od kojih je svaki bio širok 16°. U pojmovima geografske širine podijelio je poznati svijet u sedam 'klima' određenih duljinom najduljeg dana. U njegovim se kartama mogu pronaći dominantna geografska obilježja.

### Knjiga o izgledu Zemlje
Kitāb ṣūrat al-Arḍ ("Knjiga o izgledu Zemlje") Muhammada ibn Mūsā al-Khwārizmīja dovršena je 833. godine. To je pregledana i dovršena inačica Ptolomejeve Geografije koja se sastoji od popisa 2402 koordinata gradova i ostalih geografskih obilježja nakon čega slijedi opći uvod.
Al-Khwārizmī, Al-Ma'munov najslavniji geograf, ispravio je Ptolomejevu pretjeranu procjenu duljine Mediteranskog mora (od Kanarskih otoka do istočnih obala Mediterana). Ptolomej je preuveličao duljinu na 63 stupnja geografske dužine, dok je al-Khwarizmi gotovo ispravno procijenio duljinu na gotovo 50 stupnjeva geografske dužine. Al-Ma'munovi geografi su "također oslikali Atlantski i Indijski ocean kao otvorene vodene mase za razliku od Ptolomeja koji ih je prikazao zatvorenima kopnom". Stoga je Al-Khwarizmi početni meridijan Starog svijeta postavio na istočnu obalu Mediterana, 10-13 stupnjeva istočno od Aleksandrije (početni meridijan koji je prethodno postavio Ptolomej) i 70 stupnjeva zapadno od Bagdada. Većina muslimanskih geografa nastavila je koristiti al-Khwarizmijev početni meridijan. Ostale početne meridijane koji su bili u uporabi odredili su Abū Muhammad al-Hasan al-Hamdānī i Habash al-Hasib al-Marwazi iz Ujjaina, centra indijske astronomije, te još jedan anonimni pisac iz Basre.

### Tabula Rogeriana
Arapski geograf Muhammad al-Idrisi izradio je 1154. godine svoj srednjovjekovni atlas nazvan Tabula Rogeriana ili Rekreacija za onog koji želi putovati po zemljama. On je inkorporirao znanje o Africi, Indijskom oceanu i Dalekom istoku koji je prikupio od arapskih trgovaca i istraživača te uz informacije naslijeđene od klasičnih geografa izradio je najtočniju kartu svijeta u predmoderno vrijeme. Al-Idrisi izradio je uz financijsku pomoć Ruđera II. od Sicilije (1097. – 1154.) svoje djelo na temelju znanja koje je prikupio na Sveučilištu u Córdobi, te je unajmio crtače kako bi na putovanjima kartirali svoje rute. Knjiga opisuje Zemlju kao sferu s opsegom od 22.900 milja (36.900 km), ali je dijeli na karti u 70 pravokutnih sekcija. Sadržaj karte od posebnog značaja je ispravan dvostruki izvor Nila, obala Gane i spominjanje Norveške. Klimatske zone bile su glavni organizacijski princip. Druga, kraća kopija iz 1192. godine nazvana Vrtovi užitaka među znanstvenicima je poznata kao Mali Idrisi.
O djelu al-Idrisija S. P. Scott piše:
"Edrisijeva kompilacija označava eru u povijesti znanosti. Ne samo da je njezina povijesna informacija najzanimljivija i najvrjednija, već su njezini opisi mnogih dijelova Zemlje još uvijek autoritativni. Tri su stoljeća geografi kopirali njegove karte bez izmjena. Relativna pozicija jezera koja oblikuju Nil kako je naznačeno u njegovu djelu ne razlikuju se uvelike od one koju su potvrdili Baker i Stanley više od sedam stotina godina poslije, a njihvo je broj jednak. Mehanički genij autora nije bio inferioran njegovoj erudiciji. Nebeska i terestrička planisfera od srebra koje je konstruirao za svog kraljevskog zaštitnika bile su u promjeru metar i osamdeset, a težile su oko sto sedamdest kilograma, na jednoj strani bili su ugravirani zodijak i konstelacije, a na drugoj—podijeljenoj u segmente radi preglednosti—kopnene i vodene mase, te respektivne situacije različith zemalja."

### Karta Pirija Reisa
Arapski kartograf Piri Reis objavio je navigacijsku kartu u svojem djelu Kitab-ı Bahriye. Djelo se sastojalo od atlasa s kartama za malene segmente Mediterana, a uz njih su bile priložene plovidbene instrukcije naznačene iznad pojedinih mora. U drugoj verziji djela pridodao je kartu Amerika. Karta Pirija Reisa iz 1513. godine najstarija je sačuvana karta koja prikazuje Amerike, a vjerojatno prva koja prikazuje Antarktiku. Njegova karta svijeta smatrana je najpouzdanijom u 16. stoljeću.

## Pacifički otoci
Polinezijski narodi koji su istraživali i naselili pacifičke otoke u prva dva tisućljeća nove ere koristili su karte za navigaciju na velikim udaljenostima. Sačuvana karta s Maršalovih otoka koristi štapiće povezane u mrežu s palminim trakama koji predstavljaju smjerove valova i vjetra, dok prikačene školjke pokazuju lokaciju otoka. Ostale karte koje su se izrađivale po potrebi koristile su privremeni raspored kamenčića ili školjaka.

## Rane europske karte
Srednjovjekovne karte u Europi bile su uglavnom simboličnog oblika usporedno s ranijom Babilonskom kartom svijeta. Poznate kao Mappa Mundi (ubrus svijeta) ove su karte bile u obliku kružnih ili simetričnih kozmoloških dijagrama koji su prikazivali jedinstvenu kopnenu masu Zemlje poput diska i okruženu oceanom.
Istraživanja kartografskih projekcija Rogera Bacona i pojava portolana, te zatim i portolanskih karata radi olakšavanja europskih trgovačkih putova bile su rijetke inovacije tog perioda.
U renesansi su, s ponovnim otkrićem klasičnih djela, karte postale otprilike kao prošli pregledi, dok je europsko otkriće Amerika i naknadni napor za kontrolu i podjelu tih zemalja oživjelo interes za znanstvene metode kartiranja. Peter Whitfield, autor nekoliko knjiga o povijesti karata, označuje europsku izradu karata kao faktor u globalnom širenju zapadnjačke moći: "Ljudi u Sevilli, Amsterdamu ili Londonu imali su pristup znanju o Americi, Brazilu ili Indiji dok su autohotni narodi poznavali samo vlastiti uski okoliš" (Whitfield).

### Značajni kartografi tijekom Velikih geografskih otkrića
- 15. stoljeće: redovnik Nicholas Germanus dodao je prve nove karte Ptomolomejevom djelu Geographica.[2]
- o. 1485.: portugalski kartograf Pedro Reinel izradio je najstariju poznatu potpisanu portugalsku nautičku kartu.
- 1492.: njemački trgovac Martin Behaim (1459–1507) izradio je najstariji sačuvani terestrički globus, no bez Amerika.[2]
- 1492.: kartograf Jorge de Aguiar izradi oje najstariju poznatu potpisanu i datiranu portugalsku nautičku kartu.
- 1500.: španjolski kartograf, istraživač i konkvistador Juan de la Cosa izradio je nekoliko karata od kojih se sačuvala jedino Mappa Mundi iz 1500. godine. To je prvi poznati europski kartografski prikaz Amerike.
- 1502.: nepoznati portugalski kartograf izradio je planisferu Cantino, prvu nautičku kartu koja je implicitno prikazivala paralele.
- 1504.: portugalski kartograf Pedro Reinel izradio je najstariju poznatu nautičku kartu sa skalom paralela.
- 1507.: karta svijeta Martina Waldseemüllera bila je prva koja je uporabila izraz Amerika za zapadne kontinente (prema istraživaču Amerigu Vespucciju).[2]
- 1513.: turski admiral Piri Reis priredio je svoju kartu svijeta vrijednu zbog prikaza južnih kopnenih masa koje prema nekim kontroverznim tvrdnjama predstavljaju dokaz rane svijesti o postojanju Antarktike.
- 1519.: portugalski kartografi Lopo Homem, Pedro Reinel i Jorge Reinel izradili su skupinu karata poznatih danas kao Millerov atlas ili Lopo Homem - Reinéis Atlas.
- 1569.: Gerardus Mercator (1512. – 1594.), flamanski kartograf koji je u potrazi za time da svije "izgleda ispravno" na kartama razvio novu projekciju (nazvanu Mercatorova projekcija) koristeći matematičke formule. Od tada nadalje slike svijeta koje je izradio na svojim kartama od 1569. godine postale su konvencionalni prikaz svijeta koji je i danas u uporabi. Vrijedi napomenuti da su znanstvenici iz US Geological Surveya dizajnirali svemirsku kosu Mercatorovu projekciju zasnovanu na Mercatorovoj projekciji, a koja omogućuje kartiranje sa satelita uz vrlo malo iskrivljenje.
- 1570.: antverpski kartograf Abraham Ortelius objavio je Theatrum Orbis Terrarum, prvi moderni atlas.[2]
- 1608.: kapetan John Smith objavio je kartu obale Virginije.[67]
- 1670-ih: astronom Giovanni Domenico Cassini započeo je raditi na prvoj modernoj topografskoj karti u Francuskoj. Njegov unuk Cassini de Thury dovršio je kartu 1789. ili 1793. godine.[68][69]
- 1715.: Herman Moll obajvio je Dabrovu kartu, jednu od najpoznatijih ranih karata Sjeverne Amerike, koju je kopirao iz djela Nicolasa de Fera iz 1698. godine.
- 1763. – 1767.: kapetan James Cook kartirao je Newfoundland.

## Moderna kartografija
Nulti meridijan u Greenwichu postao je internacionalna standardna referencija za kartografe 1884. godine.
U Sjedinjenim Državama u 17. i 18. stoljeću istraživači su kartirali putove, a vojni inženjeri izmjerili državna zemljišta. Dvije agencije osnovane su radi izrade detaljnih karata u krupnom mjerilu. Ove su agencije poznate pod nazivom U.S. Geological Survey i National Ocean Survey.
Tijekom 1900-ih karte su postale bogatije sadržajem zbog poboljšanja tiska i fotografije koji su proizvodnju učinili jeftinijom i lakšom. Zrakoplovi su kasnije učinili mogućim fotografiranje velikih područja. Tijekom sredine 1990-ih upotreba računala u izradi karata pomogla je u pohrani, sortiranju i organiziranju podataka za izradu karata radi stvaranja kartografskih projekcija.

## Tehnološke promjene
U kartografiji se tehnologija kontinuirano mijenjala radi zadovoljanja novih generacija izrađivača i korisnika karata. Prve karte konstruirane su ručno pomoću kistova i pergamenta, pa su stoga varirale po kvaliteti, te su bile ograničene u raspodjeli. Otkriće kompasa, tiskarskog stroja, teleskopa, sekstanta, kvadranta i verniera omogućilo je izradu sve pouzdanijih karata i sposobnost izrade pouzdanih reprodukcija.
Napredak u fotokemijskoj tehnologiji, kao što su litografski i fotokemijski procesi, omogućili su izradu karata s finim detaljima koje ne iskrivljuju oblik, a odupiru se vlagi i trošnosti. To je također eliminiralo potrebu za graviranjem koje je dodatno skratilo vrijeme potrebno za izradu i reprodukciju karata.
Od sredine do kraja 20. stoljeća napredak u elektoničkoj tehnologiji doveo je do nove revolucije i kartografiji. Računalni hardverski uređaji poput računalnih zaslona, plotera, printera, skenera (daljinskih i dokumentnih) te analitičkih stereoplotera uz vizualizaciju, procesiranje slika, prostornu analizu i softver za baze podataka specifično su demokratizirali i uvelike proširili izradu karata. Vidi također digitalna rasterska grafika i povijest web kartiranja.

## Više informacija
- Kartografija
- Popis kartografa
- Kartografske projekcije
- Geografski informacijski sustav
- Antičke karte svijeta
- Ilustrirane karte
- Mappa mundi
- Karta svijeta
- Hic sunt dragones
- Terra incognita
- Web kartiranje

## Vanjske poveznice
- The history of cartography  Arhivirana inačica izvorne stranice od 24. svibnja 2008. (Wayback Machine) na Fakultetu matematike i statistike, Sveučilište u St. Andrewsu, Škotska
- Mapping History  Arhivirana inačica izvorne stranice od 10. ožujka 2007. (Wayback Machine) - izvor za učenje iz Britanske knjižnice
- Modern Medieval Map Myths: The Flat World, Ancient Sea-Kings, and Dragons  Arhivirana inačica izvorne stranice od 9. veljače 2006. (Wayback Machine)
- Concise Bibliography of the History of Cartography  Arhivirana inačica izvorne stranice od 26. listopada 2011. (Wayback Machine), Newberry Library

Vidi članak o karti za više poveznica o povijesnim kartama. Većina najopsežnijih internetskih mjesta navedeni su na sljedećim poveznicama.
- Eratostenova karta Zemlje i mjerenje njezina opsegana
- Popis preko 5000 websiteova koji opisuje manuskripte, arhive, rijetke knjige, povijesne fotografije i ostale primarne izvore za znanstvene istraživače